# جمعية الكشافة والمرشدات التشيلية
جمعية الكشافة والمرشدات التشيلية تأسست في عام 1978 عندما تم دمج جمعية كشافة تشيلي وجمعية مرشدات تشيلي جنبا إلى جنب. وهي مرتبطة مع الجمعية العالمية للمرشدات وفتيات الكشافة والمنظمة العالمية للحركة الكشفية . هذا الصدد يسمح للجمعية للمشاركة في البرامج العالمية الرئيسية المتعلقة بالصحة والتغذية والسلام العالمي، وحماية البيئة ودمج المعوقين في المجتمع، من بين غيرها من القضايا الاجتماعية التي تهم الجمعية. بالإضافة إلى ذلك، يمنح المركز الاستشاري الشراكة مع الأمم المتحدة بشأن المسائل المتعلقة بالطفولة والشباب، وكذلك عضوية في الاتحاد البرلماني الكشفي، التي تتكون في تشيلي من أكثر من ثلاثين عضوا.

## روابط خارجية
- جمعية الكشافة والمرشدات التشيلية